# ヴルストサラダ
ヴルストサラダ(Wurstsalat)は、希釈したホワイトビネガー、食用油、タマネギを使って作る酸味のあるソーセージのサラダである。ガーキンを加えるレシピもある。ボローニャソーセージ、シュタットヴルスト、レーゲンスブルガー等のソーセージを茹でて用いる。ドイツ南部、アルザス地域圏、スイス、オーストリア等で伝統的に食べられている。
ソーセージを薄いスライスまたは帯状に切り、輪切りまたは角切りのタマネギとともに、食塩とコショウ、時にパプリカで軽く味付けした酢と油でマリネする。その他、みじん切りのガーキン、ラディッシュ、パセリ、チャイブ等を加えることもある。通常、パンや時にフライドポテトとともに提供される。
Schwäbischer Wurstsalat（シュヴァーベン・ヴルストサラダ）は、ブラッドソーセージを半分用いる。Schweizer Wurstsalat（スイス・ヴルストサラダ）は、Strasbourg wurstsalat（ストラスブルグ・ヴルストサラダ）やElsässer Wurstsalat（アルザス・ヴルストサラダ）に似て、エメンタールチーズを加え、またボローニャソーセージの代わりにスイスのセルベラを用いる。